# Heliconia psittacorum
Heliconia psittacorum är en enhjärtbladig växtart som beskrevs av Carl von Linné d.y.. Heliconia psittacorum ingår i släktet Heliconia och familjen Heliconiaceae. Inga underarter finns listade.

## Bildgalleri

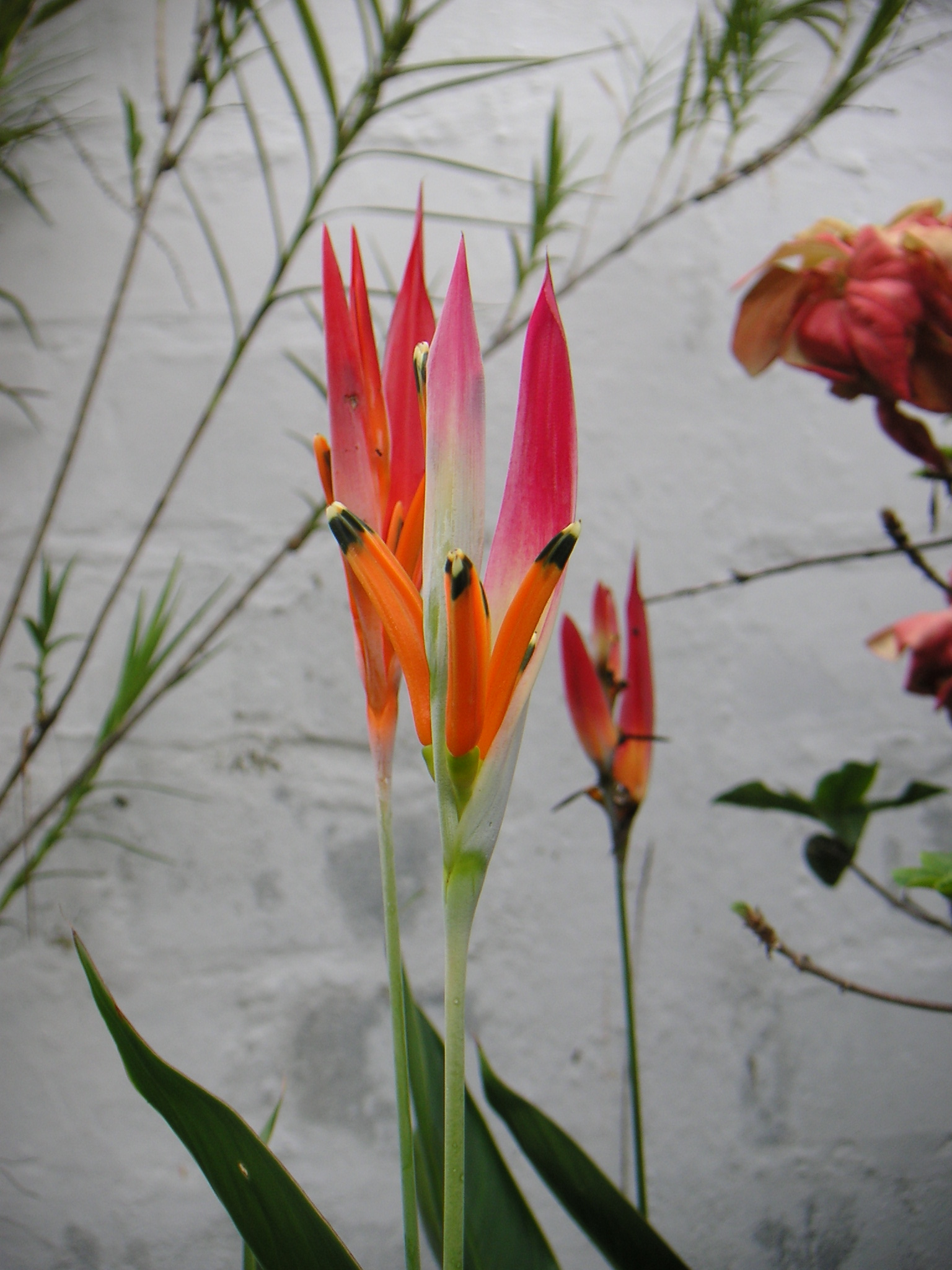
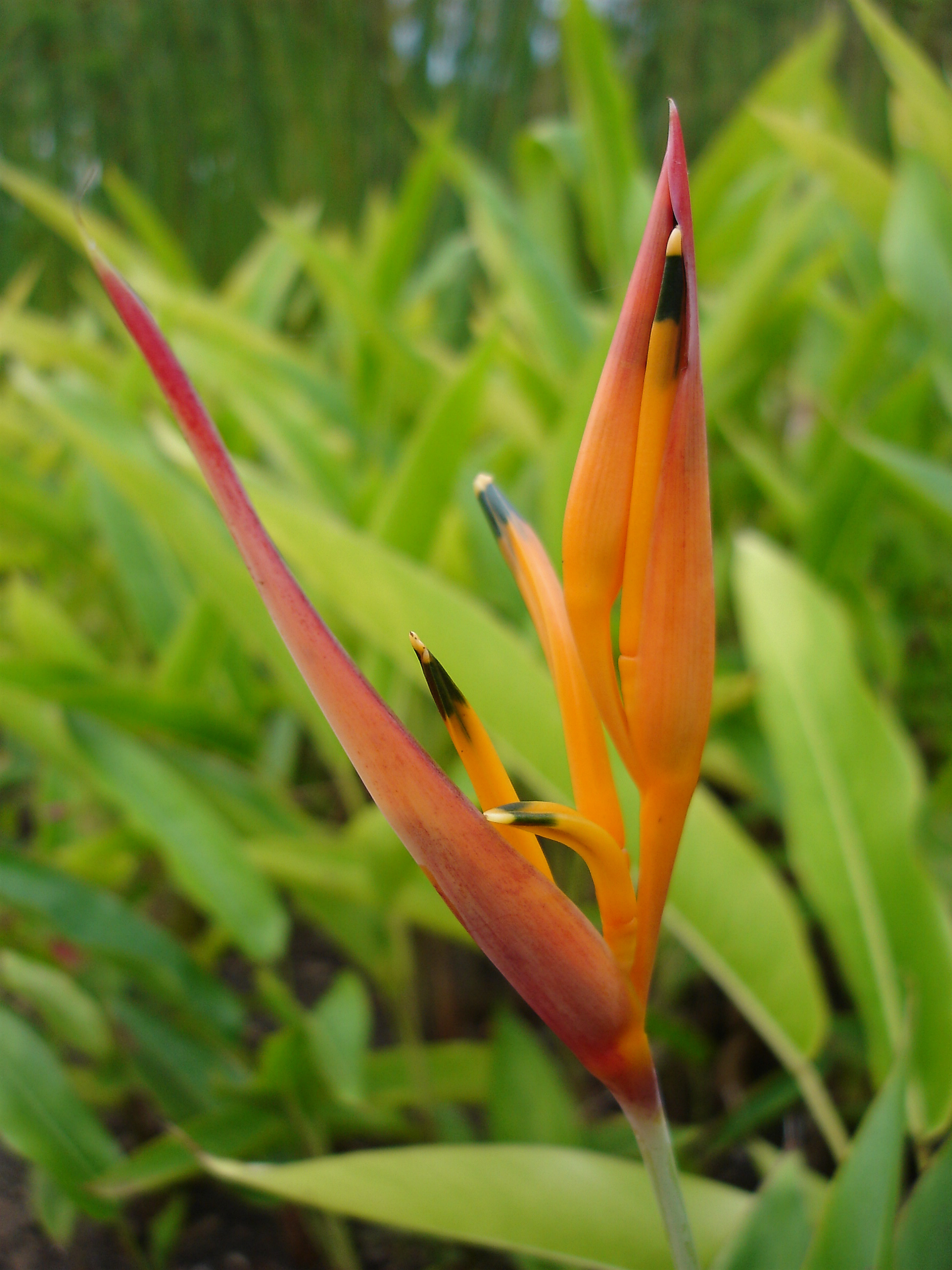
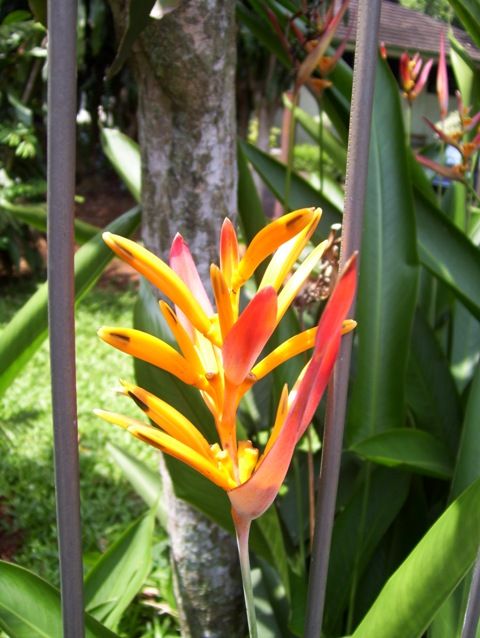
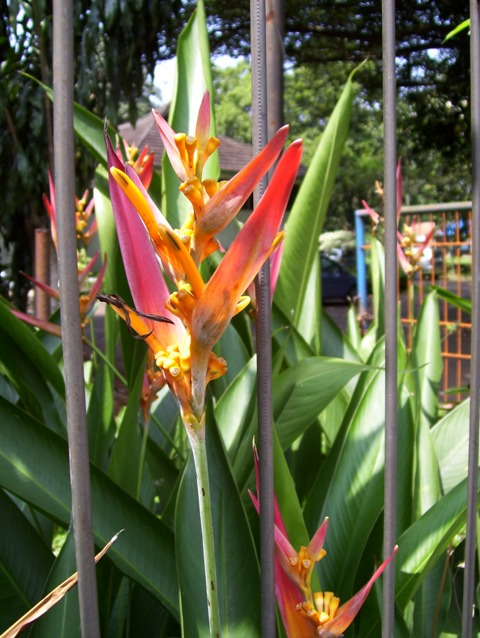
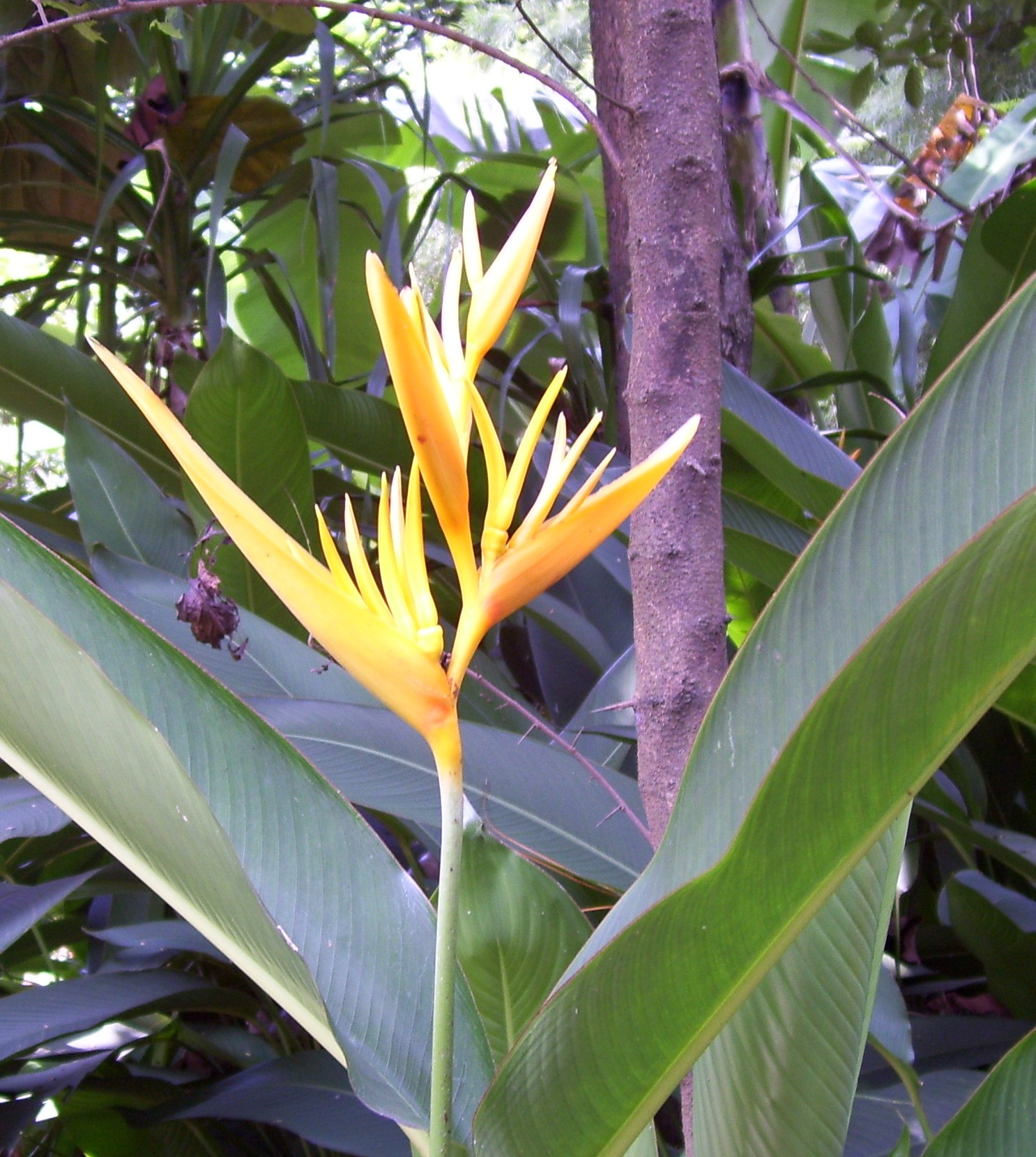
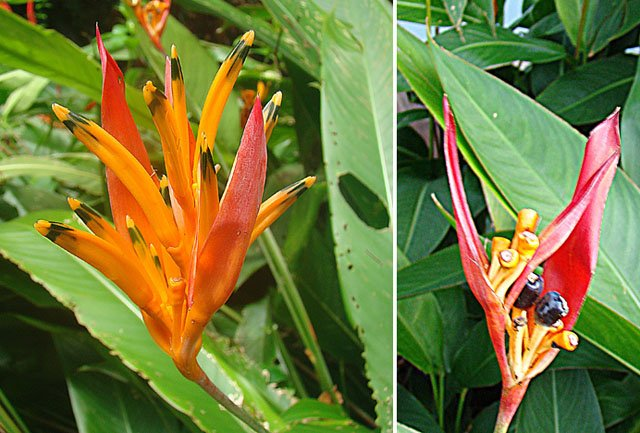